# Colegiul Național „Matei Basarab” din București
Colegiul Național Matei Basarab din București este un liceu fondat în anul 1859. Este situat pe Strada Matei Basarab 32, Sectorul 3

## Istoric
Colegiul Național Matei Basarab își are începuturile în a doua jumătate a secolului al XIX-lea, prin Decretul domnesc nr. 158, emis la Iași în 25 noiembrie 1859, care în art. 3 specifica: „Gimnaziul al treilea ce este a se deschide în viitorul an scolastic se va denumi Gimnaziul lui Matei Basarab în memoria acestui Domn, care afară de multe institute de pietate, a înființat tipografii spre a se tipări cărți în limba română, a scos limba slavonă din biserici și a pus fundamentul culturii limbii naționale”. După Războiul de Independență din această unitate școlară se vor mai desprinde alte 3 școli (1878 – „Cantemir Vodă”, 1892 – „Gheorghe Șincai” și după 1900 „Spiru Haret”).

## Personalități - cadre didactice și elevi
Între absolvenții acestui colegiu național s-au evidențiat Nicolae Atanasescu – profesor la Facultatea de Medicină din București, Constantin Banu – profesor de istorie la Liceul Matei Basarab, întemeietorul Revistei Flacăra, Lazăr Șăineanu - filolog ș.a.
Între profesori s-au remarcat Ioan Slavici, Emanoil Bacaloglu, Ion Angelescu (mat.), Gheorghe Ionescu Gion, Dimitrie Golescu, C. Șonțu.
Colegiul Național Matei Basarab organizează și participă la un număr mare de proiecte: Parteneriatul cu ECDL România, Proiectul „Arta dezbaterii și cetățenie europeană”, Geneva – Știință și cooperare în slujba umanității, Proiectul „Berlin, poarta între Est și Vest”, Proiect european – „CITIZEN RIGHTS EUROPE”.

## Legături externe
- Colegiul Național Matei Basarab, între tradiție și modernitate, de Prof. Teofil Vultur.
- Istoric Colegiul Național Matei Basarab
- Proiecte Proiecte Internaționale